# Martin Lambeck

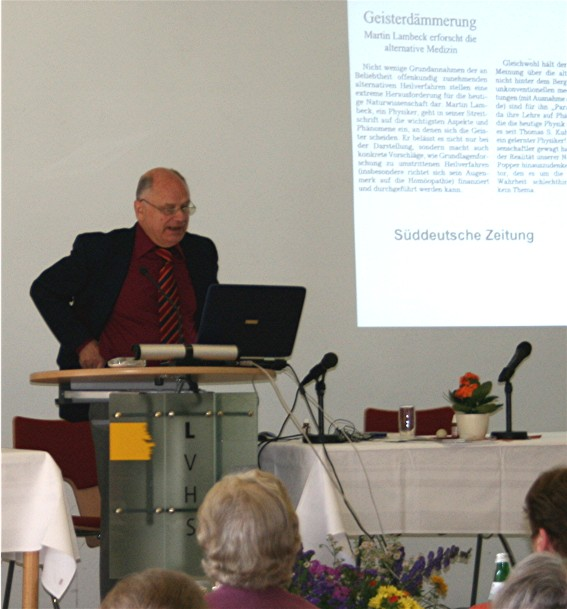
Martin Lambeck (2007)

Martin Lambeck (* 18. Mai 1934 in Berlin; † 4. Februar 2020) war ein deutscher Physiker. Er lehrte an der TU Berlin.

## Studium und Lehre
Lambeck studierte in Berlin Wirtschaftsingenieurwesen und Physik und wurde 1959 Diplom-Ingenieur der Physik. Er promovierte 1969 zum Dr.-Ing. und habilitierte sich im Fach Physik mit dem Thema Barkhausen-Effekt und Nachwirkung in Ferromagnetika.
Von 1970 bis 1997 war er Professor am Fachbereich Physik der TU Berlin.
Er arbeitete auf den Gebieten des Magnetismus, der Optik, der Werkstoffprüfung und der Physik-Didaktik. Daneben beleuchtete er die Grenzgebiete der Physik zur Medizin, der Homöopathie und der Radiästhesie und beschäftigte sich mit dem Radon-Problem. In weiteren Arbeiten versuchte er, die Physik in das gesellschaftliche Umfeld einzuordnen. Lambeck war Mitglied des Wissenschaftsrates der Gesellschaft zur wissenschaftlichen Untersuchung von Parawissenschaften und Mitglied des Wissenschaftlichen Beirats der evangelischen Zeitschrift „Berliner Dialog – Informationen und Standpunkte zur religiösen Begegnung“.

## Öffentlichkeit

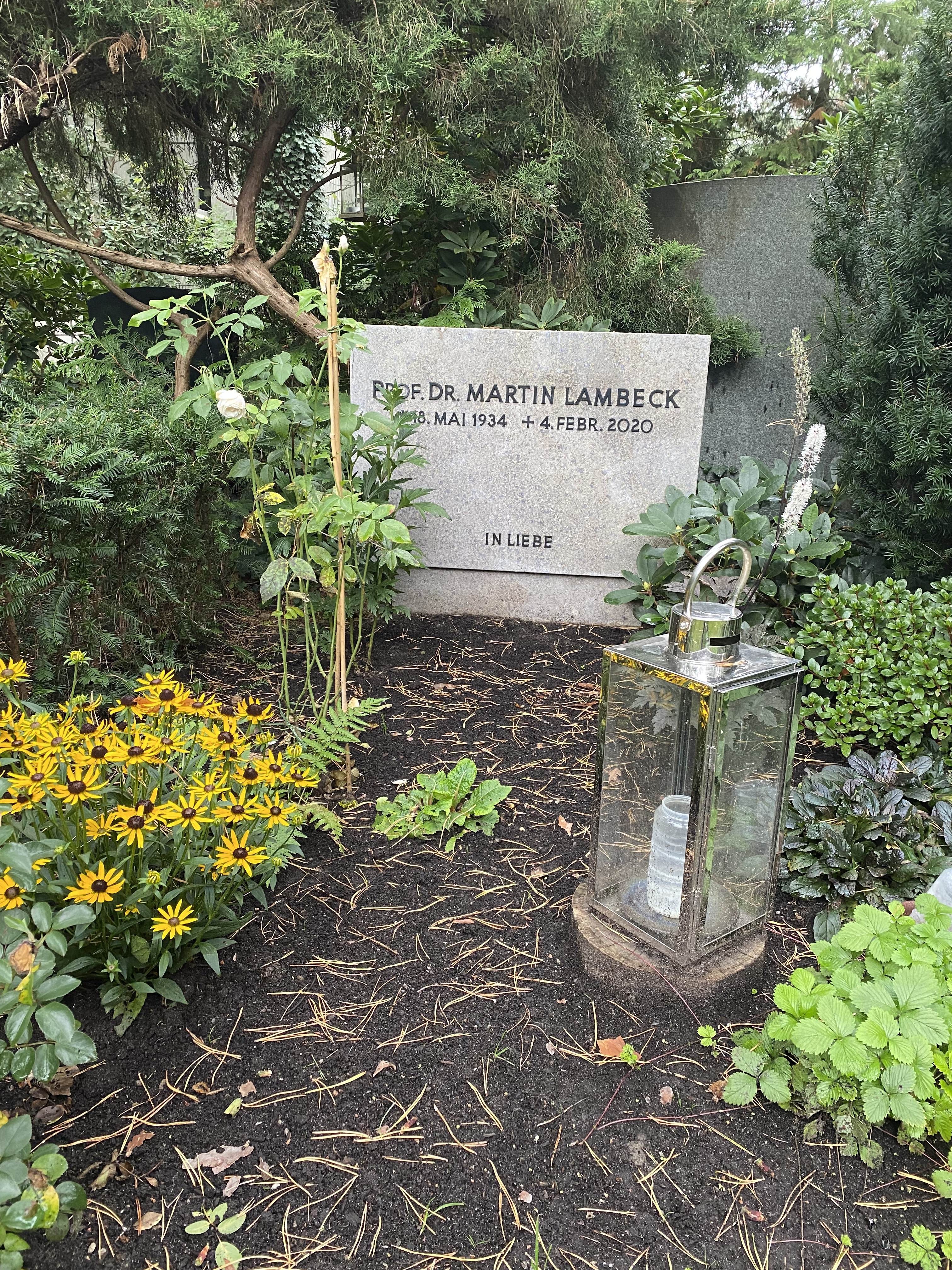
Grabstätte im Feld 009-74

Bekannt wurde Lambeck einer breiten Öffentlichkeit mit Arbeiten zu Deutungen und Fehldeutungen der Physik in der Philosophie, in den Medien und in der Gesellschaft. Besonders sah er Wissenschaft und Politik durch die alternative Medizin und die Esoterik herausgefordert. Er stellte sich als Versuchsperson zur Verfügung, um u. a. die Methoden der Kinesiologie zu demonstrieren.
Martin Lambeck positionierte sich gegen Themen wie Parapsychologie und Homöopathie. Er trat gelegentlich auch im Fernsehen als Experte auf, beispielsweise im ZDF oder im WDR. 2017 hielt er auf der SkepKon in Berlin einen Vortrag zum Thema „Das Problem der Willensfreiheit und die physikalische ‚Begründung‘ von Parawissenschaften“.
Martin Lambeck verstarb im Alter von 85 Jahren und wurde auf dem Waldfriedhof Dahlem beigesetzt.

## Veröffentlichungen
- Gibt es physikalisch unmögliche Medikamente? In: Allergologie. Jahrgang 34, Nr. 12, 2011, S. 591–598.
- Die Komplementärmedizin an der Universität Frankfurt/Oder – Eine Revolution der Wissenschaften? In: Skeptiker. Nr. 4, 2010, S. 172–182.
- Nobelpreise abholbereit. In: Weltwoche. Nr. 50, 2010, S. 47.
- Einstein und der Medizin-Pluralismus. In: Versicherungsmedizin. 62, Heft 3, 2010, S. 135.
- Quantenspuk & Co. Wie die moderne Physik missbraucht wird, um esoterische Medizin und Politik zu begründen. Teil 2. In: Skeptiker. Nr. 4, 2010, S. 186–188.
- Quantenphysik und Schwingungen – ein Paradigmenwechsel der Medizin? In: Nahrungsmittel und Allergie. Herausgegeben von B. Wüthrich und Th. Werfel. Band 3, Dustri Verlag Dr. Karl Feistle, München/Orlando 2010, S. 463–469.
- Quantenspuk & Co. Wie die moderne Physik missbraucht wird, um esoterische Medizin und Politik zu begründen. Teil 1. In: Skeptiker. Nr. 3, 2010, S. 129–130.
- Was tun 20000 deutsche Ärzte? Die Hufelandgesellschaft, das holistische Weltbild und ein Gegenentwurf. In: Skeptiker. Nr. 1, 2009, S. 11–17.
- Fehldeutungen der Physik und Philosophie in der Alternativmedizin. In: Schweizerische Ärztezeitung. Band 89, 2008, Nr. 50, S. 2186–2189.
- Quantenphysik, Medizin und Versicherungen. In: Versicherungsmedizin. Band 59, Heft 4, 2007, S. 179–185.
- Fehldeutungen der Physik und Philosophie in der Alternativmedizin. In: Skeptiker. Band 19, Nr. 2, 2006, S. 56–63.
- Harter Test für sanfte Heiler. In: ZEIT – Wissen. 02/2006.[5]
- Quantenphysik und Schwingungen – ein Paradigmenwechsel der Medizin? In: Allergologie. Jahrgang 29, Nr. 12, 2006, S. 485–490.
- Irrt die Physik? Über alternative Medizin und Esoterik. 2. Auflage. C. H. Beck, München 2005, ISBN 3-406-49469-2.[10]
- Energie, Leben und Heilung. In: Heilung – Energie – Geist. Heilung zwischen Wissenschaft, Religion und Geschäft. Herausgegeben von W. H. Ritter und B. Wolf. Vandenhoeck & Ruprecht, Göttingen 2005, ISBN 3-525-61585-X, S. 106–125.
- Können Homöopathie und Parapsychologie auf die Quantenphysik gegründet werden? In: Skeptiker. Band 18, Nr. 3, 2005, S. 111–117.
- Bewertung des Radonrisikos durch Vergleich mit Radonkurorten. 12. Statusgespräch zum Problemkreis „Radon“. Berlin 26./27. Oktober 1999. Bundesministerium für Umwelt, Naturschutz und Reaktorsicherheit.
- Esoterik und Physik. EZW-Texte Nr. 141 (1998) S. 1–25.
- Können Paraphänomene durch die Quantentheorie erklärt werden? In: Zeitschrift für Parapsychologie und Grenzgebiete der Psychologie. Band 39, Nr. 1/2 1997, S. 103–116.
- W. v. Lucadou: Muß die Quantentheorie durch Paraphänomene ergänzt werden? – Bemerkungen zu Professor Lambecks Thesen. In: Zeitschrift für Parapsychologie und Grenzgebiete der Psychologie. Band 39, Nr. 1/2, 1997, S. 117–122.
- Können paranormale Phänomene physikalisch erklärt werden? In: Skeptiker. Nr. 2, 1997, S. 52–55.
- Antwort auf die Replik von Dr. Dr. von Lucadou. In: Zeitschrift für Parapsychologie und Grenzgebiete der Psychologie. Band 39, Nr. 1/2, 1997, S. 123.
- Eine Revolution der Physik? Die Unterstützung der Homöopathie und ähnlicher Therapierichtungen durch die Krankenkassen. In: Skeptiker. 14 3/01, S. 117–122.
- Physik und New Age (III) – Das EPR – Paradoxon und Capras Erben. Berliner Dialog – Ostern 1996.
- Physik und New Age (I) – Können sich New Age, Parawissenschaften und Esoterik auf die moderne Physik stützen? Berliner Dialog – Michaelis 1995, S. 51–53.
- Physik und New Age (II) – Das EPR – Paradoxon. Berliner Dialog – Weihnachten 1995.
- Wissenschaft und Parawissenschaften – Versuch einer Standortbestimmung. In: Skeptiker. Nr. 3, 1994, S. 70–76.
- Die Deutungen der Quantenphysik durch F. Capra und seine Nachfolger. In: Praxis der Naturwissenschaften/Physik. 42. Jg., Nr. 2, 1993, S. 17–24.
- Zum Gesundheitsrisiko der Radioaktivität. In: Skeptiker. Nr. 3, 1993, S. 65–71.
- Holismus und Parawissenschaften – Quantenphysikalische und anthropologische Wurzeln des Ganzheitsbegriffs. In: Skeptiker. Nr. 3, 1992, S. 63–69.
- Experimental-Vorschlag zur Prüfung der Homöopathie nach Thorwald Dethlefsen. In: Skeptiker. Nr. 3, 1992, S. 58.
- Zur Quantenphilosophie und Parapsychologie des Franz Moser. In: Skeptiker. Nr. 2, 1991, S. 44–47.
- Radon: Gesundheitsrisiko oder Jungbrunnen? In: Skeptiker. Nr. 3, 1990, S. 8–14.
- Eine Computersimulation des Zufallsbegriffs. In: Praxis der Naturwissenschaften/Physik. 39 Jg., Nr. 3, 1990, S. 45–47.
- Ein mechanisches Modell der quantenphysikalischen Austauschsymmetrie. In: Praxis der Naturwissenschaften/Physik. 38. Jg., Nr. 4, 1989, S. 44–46.
- Physik im New Age. EZW-Texte. Information Nr. 110 (XI/1989) S. 2–31.
- Die New-Age-Physik des Fritjof Capra. In: Skeptiker. Nr. 3, 1989, S. 9–14.
- Das Nicht-Wissen in der Physik und das New Age. In: Materialdienst der EZW. Nr. 4, 1988, S. 97–107.
- New Age-Physik und Lehrbuchphysik – ein Vergleich. In: Praxis der Naturwissenschaften/Physik. 37 Jg., Nr. 6, 1988, S. 39–42.